# Mon mari, un assassin
Mon mari, un assassin (Mein Mann, ein Mörder) est un téléfilm allemand réalisé par Lancelot von Naso et diffusé le 6 septembre 2013 sur Arte.

## Synopsis
Paul Frei, coach habitant Munich, est suivi par son épouse Minette, alors qu'il se trouve avec sa maitresse Nora Novak. Lorsque les époux se retrouvent à la maison un peu plus tard au dîner, tous deux se comportent comme si de rien n'était. Le lendemain au soir, la famille assiste à l'opéra Così fan tutte, Paul y croise Nora laquelle le convainc de passer ensemble le week-end suivant à Prague.
Le jour du départ Minette suit à nouveau son mari à la gare, d'où il est censé prendre le train pour Francfort. Pendant le trajet vers Prague, une violente dispute éclate entre Paul et Nora, cette dernière exige qu'il appelle sa femme pour lui annoncer sa volonté de la quitter et vivre avec Nora.
De retour à Munich, Paul avoue l'affaire à sa femme et lui assure qu'il y a mis fin. Le lendemain, Minette travaillant à la traduction d'un livre, reçoit un e-mail d'un inconnu souhaitant la rencontrer. Au cours de l'entrevue, il la séduit et lui affirme que la police a trouvé à Prague le cadavre de Nora dans une rivière non loin de l'hôtel où Paul et Nora s'étaient rencontrés. Il menace de dénoncer Paul à la police et réclame € 400.000 pour le prix de son silence. Si elle ne s'exécute pas, il menace de kidnapper sa fille. Minette imite alors la signature de son mari pour obtenir le maximum possible d'une banque en hypothéquant la maison. Bien que n'ayant que € 300 000 elle espère amadouer le maître-chanteur. Son mari s'aperçoit de quelque chose et la suit à son tour. Elle parvient à le distraire et à lui fausser compagnie en quittant brusquement l'autoroute sur laquelle ils se trouvent. Le maître-chanteur la dirige vers le haut d'une montagne en l'instruisant de prendre un téléphérique. Lors de la remise de l'argent, il se fâche de ne pas avoir la somme complète et lui donne 24h pour réunir le solde, faute de quoi il appellera la police. Il tente de lui arracher des mains la valise contenant l'argent et perd l'équilibre. Il fait une mauvaise chute sur le glacier plus bas, et meurt à côté de la valise. Minette part et reprend le téléphérique. Dans la descente, elle croise une benne dans laquelle elle reconnaît Nora - et comprend le coup monté.
Elle rentre chez elle, où l'attendent son mari et des amis. Elle se rafraîchit, et sur un ton neutre décrit le scénario du prétendu roman qu'elle est en train de traduire. C'est l'histoire d'un homme qui trompe sa femme, et tue sa maîtresse par accident. Cependant, on s'aperçoit que la maîtresse a chuté volontairement afin de faire croire à son assassinat. Le mari comprend tout à fait de quoi Minette parle, et attend le départ des amis afin de vérifier avec son épouse qu'il a bien compris. Le film se termine alors qu'ils se réconcilient.

## Fiche technique
- Titre original : Mein Mann, ein Mörder
- Réalisation : Lancelot von Naso
- Scénario : Lancelot von Naso et Kai-Uwe Hasenheit
- Musique : Oliver Thiede
- Photographie : Félix Cramer
- Pays :  Allemagne
- Durée : 88 minutes

## Distribution
- Veronica Ferres (VF : Françoise Cadol) : Minette Frei
- Ulrich Noethen (VF : Edgar Givry) : Paul Frei
- Esther Zimmering (VF : Chloé Berthier) : Nora Novak
- Mehdi Nebbou : Arie von Doorn
- Ulrike Kriener : Vera Dönhoff

Sources VF : carton du doublage français sur Arte.

## Générique de fin
- Redemption de Johnny Cash